# Eufrosinia Kersnovskaia
Eufrosinia Antonovna Kersnovscaia (în rusă Евфросиния Антоновна Керсновская; n. 8 ianuarie 1908 — d. 8 martie 1994) a fost o femeie din Basarabia care și-a petrecut 12 ani din viață în lagărul Norillag (Gulag) și a scris memoriile sale în 12 jurnale, 2 200 000 de caractere însoțite de 680 de imagini. 
Ea și-a scris opera în 3 exemplare. În 1968 prietenii ei au semi-dactilografiat exemplarele, repetând imaginile pe părțile din spate ale foilor. Fragmente din munca sa au fost publicate pentru prima oară în revistele Ogoniok și Znamia în 1990 precum și în The Observer (iunie 1990). După aceea au urmat apariții în publicații germane și franceze. În cele din urmă, în 2001, textul complet, împărțit în 6 volume, a fost publicat în Rusia.

## Biografie

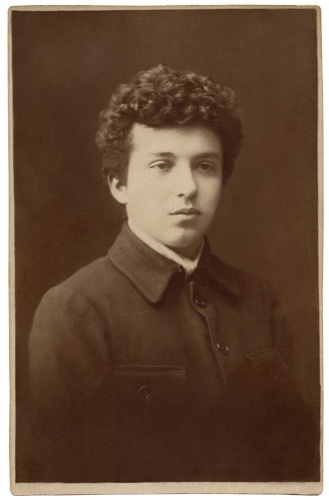
Anton Kersnovski, fratele Eufrosiniei Kersnovskaia

Eufrosinia Kersnovscaia s-a născut în Odesa într-o familie de nobili ruși.
După ce și-a continuat viața în Yessentuki și-a scris memoriile sale în timpul anilor 1964–1968. Memoriile ei sunt ilustrate prin sute de desene care prezintă părerea ei unică despre viața din Gulag. Ele sunt remarcabile și pentru calitatea desenelor și este puțin probabil să fi fost create fără ajutor extern.
În timpul războiului civil din Rusia  familia sa s-a mutat în Basarabia pentru a deveni agricultori. Basarabia în 1918 s-a unit cu România. În 1940 a fost anexată de către Uniunea Sovietică și familia Cersnovscaia (Eufrosinia și mama ei) au fost reprimate de fostul proprietar al pământului. Ea a fost exilată în Siberia în iunie 1941 ca un colonist în exil pentru a lucra. Ea a încercat să scăpe dar  a fost prinsă și condamnată la moarte. Sentința a fost înlocuită cu 10 ani de muncă în lagăre, ani pe care i-a petrecut în mina de lucru forțat de la Norillag (Норильлаг).